# Sinnonhjon állomás
Sinnonhjon (Sinnonhyeon) állomás a szöuli metró 9-es vonalának állomása, mely  Kangnam-ku (Gangnam-gu) kerületben található.

## Viszonylatok
| 9-es vonal                                          | 9-es vonal    | 9-es vonal                                         |
| --------------------------------------------------- | ------------- | -------------------------------------------------- |
| Szaphjong (Sapyeong) Kehva (Gaehwa) felé            | személyvonat  | Ondzsu (Eonju) Veteránkórház felé                  |
| Expresszbusz-terminál Kimpho (Gimpo) repülőtér felé | expresszvonat | Szondzsongnung (Seonjeongneung) Veteránkórház felé |